# Antoni Hoffman
Antoni Hoffman (ur. w 1950 w Warszawie, zm. 14 listopada 1992 tamże) – polski biolog i paleontolog, doktor habilitowany.
Główne pole badawcze Hoffmana dotyczyło ewolucji biologicznej i jej zapisu kopalnego oraz paleoekologii.

## Życiorys
Absolwent geologii Uniwersytetu Warszawskiego z 1973. Doktorat uzyskał w 1977 w Instytucie Paleobiologii PAN. W wyniku podpisania protestu przeciwko przyjęciu w konstytucji PRL zapisu o przyjaźni z ZSRR w 1975 represjonowany.  Od 1977 do 1980 współpracownik miesięcznika Znak. Stypendysta Fundacji im. Aleksandra von Humboldta w 1980, od tego roku przebywał na emigracji do 1986, pracując w różnych instytucjach badawczych. Po powrocie do kraju pracownik Instytutu Paleobiologii.

## Najważniejsze publikacje
- Antoni Hoffman. Arguments on Evolution. A Paleontologist's Perspective. Oxford University Press, 1989.
- Antoni Hoffman & Nitecki M. Problematic Fossil Taxa. Oxford University Press, 1986.
- Antoni Hoffman & Nitecki M. Neutral Models in Biology. Oxford University Press,1988
- Schopf T.J.M. & Hoffman A., 1983. Punctuated equilibrium and the fossil record. Science 219,438-439.
- Hoffman A., 1985. Patterns of family extinction depend on definition and geological timescale. Nature 315,359-362.
- Gruszczyński M., Halas S., Hoffman A., & Małkowski K., 1989. A brachiopod calcite record of the oceanic carbon and oxygen isotope shifts at the Permian/Triassic transition. Nature 337, 64-68.
- Antoni Hoffman. Wokół ewolucji. PIW, Warszawa (wydania 1983 i 1997)

Pełny spis publikacji Hoffmana zamieszczono we wspomnieniu pośmiertnym pióra Wolfa-Ernsta Reifa.

## Upamiętnienie
Na jego cześć nazwano rodzaj graptolitów sylurskich Hoffmanigraptus Kozłowska, 2021.